# Palavakkam
Palavakkam es una ciudad censal situada en el distrito de Chennai en el estado de Tamil Nadu (India). Su población es de 26766 habitantes (2011). Se encuentra a 12 km de Chennai y a 69 km de Kanchipuram. Forma parte del área metropolitana de Chennai.

## Demografía
Según el censo de 2011 la población de Palavakkam era de 26766 habitantes, de los cuales 13499 eran hombres y 13267 eran mujeres. Palavakkam tiene una tasa media de alfabetización del 90,02%, superior a la media estatal del 80,09%: la alfabetización masculina es del 94,03%, y la alfabetización femenina del 85,94%.